# Élections législatives kazakhes de 1994
Des élections législatives se sont tenues au Kazakhstan en 1994.